# Atherimorpha irwini
Atherimorpha irwini är en tvåvingeart som beskrevs av Akira Nagatomi 1990. Atherimorpha irwini ingår i släktet Atherimorpha och familjen snäppflugor. Inga underarter finns listade i Catalogue of Life.